# Павлятенко, Геннадий Владимирович
Павлятенко Геннадий Владимирович (род. 2 мая 1971 года, г. Батайск) — российский государственный и общественный деятель, глава администрации города Батайска Ростовской области.

## Биография
В 1993 году окончил Ростовский-на-Дону институт автоматизации и технологии машиностроения по специальности «Сельскохозяйственное машиностроение», в 2005 году получил второе высшее образование по специальности «Государственное и муниципальное управление» в Северо-Кавказской академии государственной службы. Трудовую деятельность начинал простым рабочим — в 1987 году поступил на работу токарем на заводе «Ростсельмаш». Далее работал техником, инженером по качеству, начальником станции приемо-сдаточных испытаний АО «Ростсельмаш».
С 1998 по 2000 год — начальник контрольно-организационного отдела администрации Первомайского района г. Ростова-на-Дону.
С 2000 по 2005 год — главный специалист, специалист-эксперт организационного отдела главного управления государственной и муниципальной службы, организационной и кадровой работы Администрации Ростовской области. С 2005 по 2009 год возглавлял общий отдел Администрации Ростовской области, г. Ростов-на-Дону.
С 2009 по 2010 год занимал должность начальника пресс-службы аппарата Губернатора Ростовской области. С 2010 по 2018 год — заместитель министра труда и социального развития Ростовской области, заместитель министра труда и социального развития Ростовской области — начальник управления по труду.
18 сентября 2018 года решением депутатов Городской думы был избран главой Администрации города Батайска.
Имеет классный чин — действительный государственный советник Ростовской области 1 класса.